# Poeta

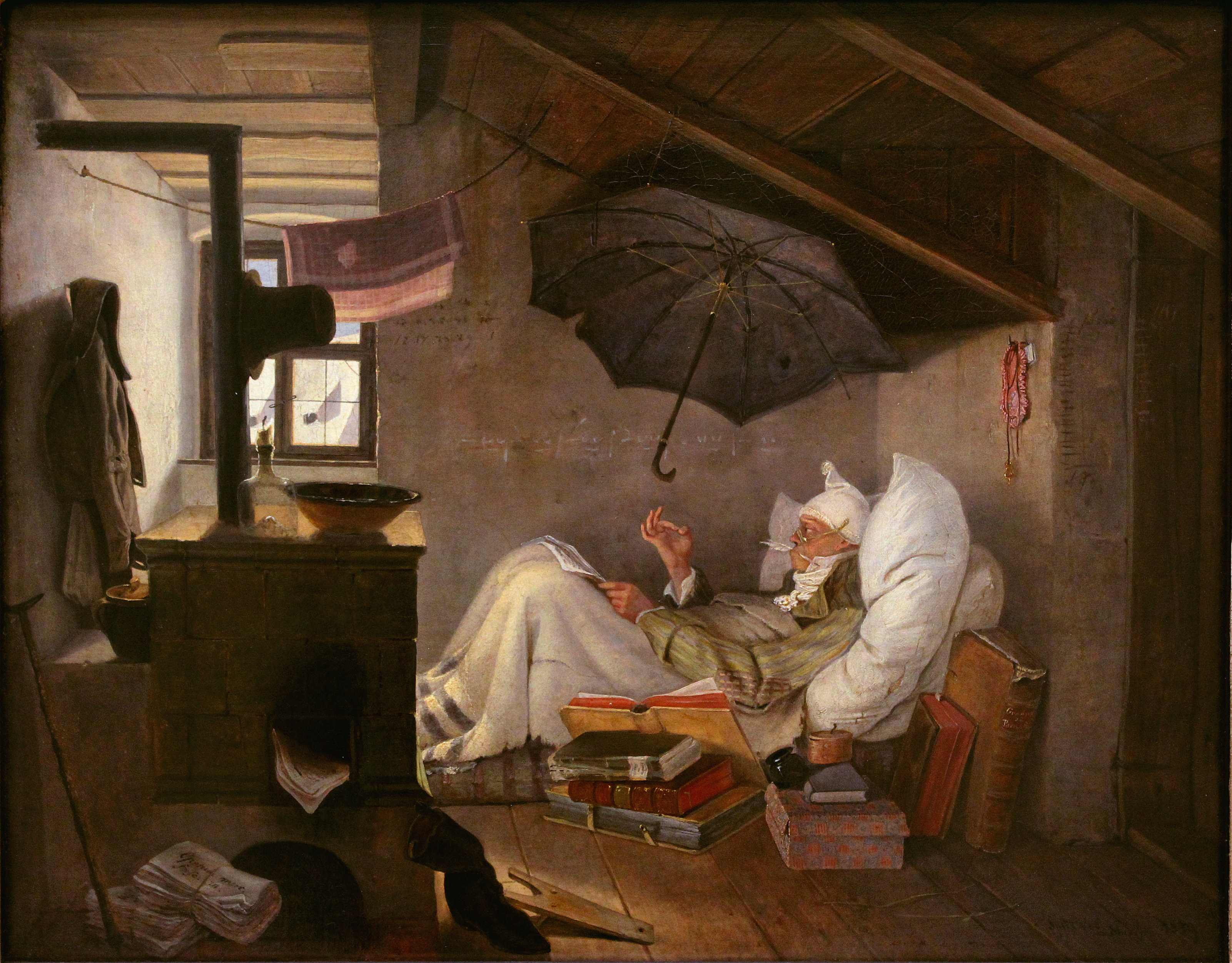
O poeta pobre, de Carl Spitzweg, 1839

De um ponto de vista específico, um poeta (plural: poetas, feminino: poeta ou poetisa; feminino plural: poetas ou poetisas) é alguém que compõe poemas. Poetas podem se descrever como tal ou ser descritos como tal por outros. Um poeta pode simplesmente ser um compositor de versos e de poemas, ou pode executar sua arte para um público.
O trabalho de um poeta é essencialmente de comunicação, seja expressando ideias em um sentido literal, como escrever sobre um evento ou lugar específico, ou metaforicamente. Os poetas existem desde a antiguidade, em quase todos os idiomas, e produziram obras que variam muito em diferentes culturas e períodos. Ao longo de cada civilização e linguagem, os poetas usaram vários estilos que mudaram ao longo da história literária, resultando em uma história de poetas tão diversos quanto a literatura que eles produziram.
Na Roma Antiga, os poetas profissionais eram geralmente patrocinados por apoiadores ricos, incluindo nobres e oficiais militares. Por exemplo, Gaius Cilnius Mecenas, amigo de César Augusto, era um importante patrono dos poetas augustanos, incluindo tanto Horácio quanto Virgílio.

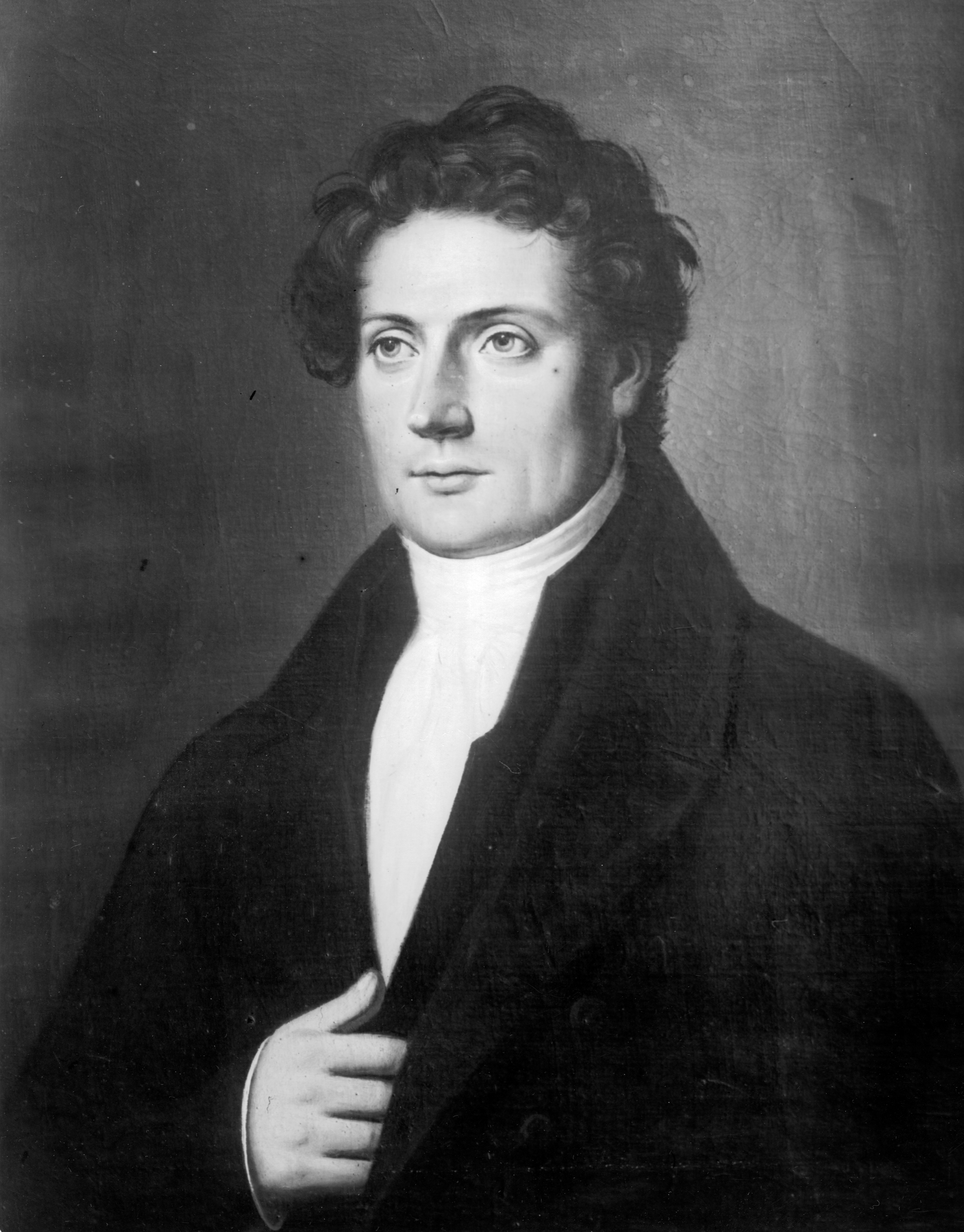
Muitos poetas antigos podem não ter alcançado a fama em vida, mas há exceções; Johan Ludvig Runeberg (1804–1877), que mais tarde também ascendeu à posição de "poeta nacional da Finlândia", era uma pessoa muito respeitada quando vivia em seu país de origem

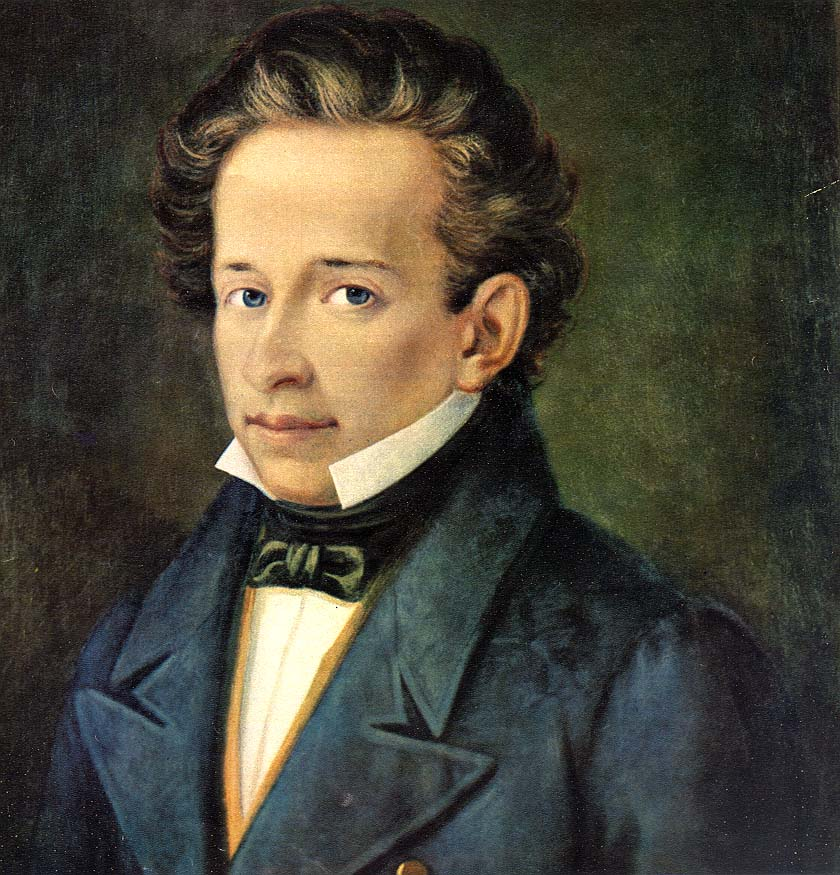
O italiano Giacomo Leopardi foi mencionado pela Universidade de Birmingham como "um dos mais radicais e desafiadores pensadores do século XIX"

## História
Na Roma Antiga, os poetas profissionais eram geralmente patrocinados por apoiadores ricos, incluindo nobres e oficiais militares. Por exemplo, Gaius Cilnius Mecenas, amigo de César Augusto, era um importante patrono dos poetas augustanos, incluindo tanto Horácio quanto Virgílio. Enquanto Ovídio, um poeta consagrado, foi banido de Roma pelo primeiro Augusto.
Os poetas ocupavam uma posição importante na sociedade árabe pré-islâmica, com o poeta ou sha'ir desempenhando o papel de historiador, adivinho e propagandista. Palavras de louvor à tribo (qit'ah) e sarcásticas denegrindo outras tribos (hija') parecem ter sido algumas das formas mais populares de poesia primitiva. O sha'ir representava o prestígio e a importância de uma tribo individual na península Arábica, e batalhas simuladas em poesia ou zajal substituiriam guerras reais. 'Ukaz, uma cidade mercantil não muito longe de Meca, seria a anfitriã de um festival regular de poesia onde o artesanato dos sha'irs seria exibido.
Na Alta Idade Média, os trovadores eram uma importante classe de poetas e vinham de várias origens. Eles viveram e viajaram em muitos lugares diferentes e eram vistos como atores ou músicos tanto quanto poetas. Eles eram frequentemente patrocinados, mas muitos viajavam extensivamente.
O período renascentista viu uma continuação do patrocínio de poetas pela realeza. Muitos poetas, no entanto, tinham outras fontes de renda, incluindo italianos como Dante Aligheri, Giovanni Boccaccio e os trabalhos de Petrarca em uma guilda de farmacêuticos e o trabalho de William Shakespeare no teatro.
No período romântico em diante, muitos poetas eram escritores independentes que ganhavam a vida com o trabalho, muitas vezes complementado com a renda de outras ocupações ou da família. Isso incluiu poetas como William Wordsworth e Robert Burns.
Poetas como Virgílio na Eneida e John Milton em Paraíso perdido invocaram a ajuda de uma musa.

## Educação
Poetas de épocas anteriores eram frequentemente pessoas altamente instruídas, enquanto outras eram, em grande parte, autodidatas. Alguns poetas, como John Gower e John Milton, puderam escrever poesia em mais de um idioma. Alguns poetas portugueses, como Francisco de Sá de Miranda, escreveram não apenas em português, mas também em espanhol. Jan Kochanowski escreveu em polonês e em latim, France Prešeren e Karel Hynek Mácha escreveram alguns poemas em alemão, embora fossem poetas do esloveno e do checo, respectivamente. Adam Mickiewicz, o maior poeta da língua polonesa, escreveu uma ode latina ao imperador Napoleão III. Outro exemplo é Jerzy Pietrkiewicz, um poeta polonês. Quando ele se mudou para a Grã-Bretanha, ele deixou de escrever poesia em polonês, mas começou a escrever romance em inglês. Ele também traduzia poesia do inglês para o inglês.
Muitas universidades oferecem diplomas em escrita criativa, embora estas só tenham surgido no século XX. Embora esses cursos não sejam necessários para uma carreira como poeta, eles podem ser úteis como treinamento e para dar ao aluno vários anos focados em sua escrita.

## Poetas do verso sagrado
Os poetas líricos que escrevem poesia sagrada ("hinógrafos") diferem da imagem usual dos poetas de várias maneiras. Um hinógrafo como Isaac Watts, que escreveu 700 poemas em vida, pode ter suas letras cantadas por milhões de pessoas todos os domingos pela manhã, mas nem sempre são incluídas em antologias de poesia. Como os hinos são percebidos como "adoração" em vez de "poesia", o termo "kenose artística" às vezes é usado para descrever o sucesso do hinógrafo em "esvaziar" o instinto de ter sucesso como poeta. Um cantor no banco pode ter várias estrofes de Watts memorizadas, sem nunca saber seu nome ou pensar nele como um poeta.